# مارکوس سارجانت
مارکوس سیمون سارجانت (انگلیسی: Marcus Simon Sarjeant؛ زادهٔ ۱۹۶۴ (۶۰–۶۱ سال)) شهروند اهل بریتانیاست که در جریان مراسم رژه رنگ‌ها در سال ۱۹۸۱ با فشنگ مشقی به الیزابت دوم تیراندازی کرد. او به ۵ سال زندان محکوم و پس از ۳ سال آزاد شد.